# أليخاندرو غوميز (محامي)
أليخاندرو غوميز (بالإسبانية: Alejandro Gómez)‏ هو محامي أرجنتيني، ولد في 4 أبريل 1908 في Berabevú ‏ في الأرجنتين، وتوفي في 6 فبراير 2005 في بوينس آيرس في الأرجنتين بسبب سكتة.